# El Soler de Baix
El Soler de Baix és una masia situada al municipi d'Odèn, a la comarca catalana del Solsonès. A prop seu hi ha l'església romànica de Sant Miquel.